# الشرفة (ذمار)
الشرفة هي إحدى قرى الجمهورية اليمنية. وهي تتبع جغرافيًا لمحافظة ذمار. وإداريًا لمديرية عنس. يبلغ تعداد سكانها 1092 نسمة حسب الإحصاء الذي جرى عام 2004.